# How Wood
How Wood – wieś w Anglii, w hrabstwie Hertfordshire, w dystrykcie St Albans. Leży 21 km na południowy zachód od miasta Hertford i 29 km na północny zachód od centrum Londynu. W 2001 miejscowość liczyła 1180 mieszkańców.